# Hatvan
Hatvan je mesto na Madžarskem, ki upravno spada pod podregijo Hatvani Županije Heves.